# Narciso Ibáñez Serrador
Narciso Ibáñez-Serrador (Montevideo, 4 luglio 1935 – Madrid, 7 giugno 2019) è stato un regista uruguaiano naturalizzato spagnolo.

## Biografia
Narciso Ibáñez-Serrador nacque a Montevideo in Uruguay dall'attore spagnolo Narciso Ibáñez Menta e dall'attrice argentina Pepita Serrador. Successivamente, si trasferì in Spagna coi suoi genitori nel 1947. 
Ha lavorato nella televisione spagnola a partire dagli anni Sessanta. Ha curato alcuni tra i programmi più famosi dell'epoca, come Estudio 3 e  Mañana puede ser verdad. Il suo progetto più famoso è il serial Historias para no dormir, andato in onda fino all'inizio degli anni Ottanta. 
È stato premiato al Festival della televisione di Monte Carlo nel 1968 per aver realizzato Historia de la frivolidad, una trasmissione dedicata alla storia dell'erotismo in chiave ironica.
Ha diretto due film per il grande schermo. 
Fra i cineasti che si sono ispirati al suo stile dissacratorio, si ricordano Álex de la Iglesia e Alejandro Amenábar.

## Filmografia parziale

### Cinema

#### Regia
- Gli orrori del liceo femminile (1969)
- Ma come si può uccidere un bambino? (1976)

#### Soggetto
- El hombre que volvió de la muerte (1990)
- Viaje directo al infierno (1990)
- Doble venganza (1991)

#### Sceneggiatura
- Obras maestras del terror (1960)
- Gli orrori del liceo femminile (1969)
- Ma come si può uccidere un bambino? (1976)

#### Attore
- Obras maestras del terror (1960)

### Televisione

#### Regia

##### Serie televisive
- Mañana puede ser verdad (1962, 2 episodi)
- Estudio 3 (1963-1964, 13 episodi)
- La historia de San Michele (1964, 14 episodi)
- Tras la puerta cerrada (1964-1965, 5 episodi)
- Mañana puede ser verdad (1965, 1 episodio)
- Estudio 1 (1968, 1 episodio)
- El premio (1968-1969, 13 episodi)
- Teatro de misterio (1970, 1 episodio)
- Narciso Ibáñez Serrador presenta a Narciso Ibáñez Menta (1974, 5 episodi)
- Los bulbos (1974, 3 episodi)
- Mis terrores favoritos (1981)
- Deporte para todos (1981)
- Historias para no dormir (1966-1982, 28 episodi)
- Hablemos de sexo (1990, 5 episodi)
- Luz roja (1995)
- El semáforo (1996, 11 episodi)
- Waku waku (1989-2001, 11 episodi)
- Jimanji kanana (2003)
- Memoria de elefante (2003)
- Un, dos, tres... responda otra vez (1972–2004, 79 episodi)

##### Lungometraggi
- El trapero (1965)
- Historia de la frivolidad (1967)
- La zarpa (1967)
- El guión (1970)
- El televisor (1974)
- El trapero (1974)
- La pesadilla (1974)
- El regreso (1974)
- La zarpa (1974)
- Películas para no dormir: La culpa (2006)